# Johan Wedell-Wedellsborg
Johan Ernst baron Wedell-Wedellsborg (født 4. december 1969) er en dansk skibsreder og erhvervsleder, der siden 2001 har stået i spidsen for rederivirksomheden Weco Group.
Han er søn af baron, skibsreder Ebbe Wedell-Wedellsborg, er uddannet i shippingbranchen i Hamborg og arbejdede siden i London og Houston. Han vendte hjem i 2000 og overtog i 2001 Dannebrog Rederi, som han siden da har været ejer af og bestyrelsesformand for. Han er desuden medejer af godset Charlottenlund.
Wedell-Wedellsborg er desuden tidligere hovedaktionær i Joe & the Juice og ejer 6%. I 2017 overtog Wedell-Wedelsborg 20-25% af aktierne i bagerivirksomheden Emmerys.